# Lemba (geslacht)
Lemba is een geslacht van rechtvleugeligen uit de familie veldsprinkhanen (Acrididae). De wetenschappelijke naam van dit geslacht is voor het eerst geldig gepubliceerd in 1983 door Huang.

## Soorten
Het geslacht Lemba omvat de volgende soorten:
- Lemba bituberculata Yin & Liu, 1987
- Lemba daguanensis Huang, 1983
- Lemba motinagar Ingrisch, Willemse & Shishodia, 2004
- Lemba sichuanensis Ma, Guo & Li, 1994
- Lemba sinensis Chang, 1939
- Lemba viriditibia Niu & Zheng, 1992
- Lemba yunnana Ma & Zheng, 1994
- Lemba zhengi Li, 1994